# Herman Suykerbuyk
Herman Suykerbuyk (né à Kapellen (Anvers) le 5 janvier 1934) est un homme politique belge, ancien député (1968-1988), député régional (1980-1999) et sénateur (1988-1995) du Christelijke Volkspartij (CVP), ancien bourgmestre (1965-1995) de la commune d'Essen.

## Origine et études
Fils d'un père néerlandais et d'une mère flamande il a grandi dans la commune frontalière d'Essen. Il a effectué ses études secondaires au Petit Séminaire de Hoogstraten, puis a étudié le droit de 1952 à 1957 à l'Université catholique de Louvain, où il était membre du Katholiek Vlaams Hoogstudentenverbond (Syndicat flamand des étudiants du supérieur).

## Décret Suykerbuyk
Son nom est lié au Décret Suykerbuyk de 1996-1998 "visant à l'assouplissement des conséquences sociales de la Répression" qui attribuait un subside à des victimes de la guerre, de la répression et de l'épuration en situation sociale précaire. Ce décret très controversé, puisqu'il mettait sur le même plan les victimes du nazisme et les personnes condamnées pour collaboration après la Libération, fut voté par une majorité alternative CVP, Volksunie et Vlaams Blok, rompant le cordon sanitaire, puis annulé pour dépassement de compétences par une instance infrafédérale par la Cour d'arbitrage, saisie notamment par le gouvernement fédéral.
"Immédiatement après le vote, le ministre Flahaut, alors chargé des victimes de guerre, introduisait un recours en annulation auprès de la Cour d'arbitrage au nom de l'ensemble du gouvernement fédéral. Il fut suivi par plusieurs gouvernements et parlements régionaux ou communautaires francophones mais également par le Sénat. Les villes martyres pendant les guerres s'y joignirent tout comme les anciens combattants et résistants, et la communauté juive.
Quelque 120 recours furent ainsi introduits. Un certain nombre furent déclarés irrecevables car la Cour d'arbitrage ne retint que l'argumentaire juridico-constitutionnel." 
Plusieurs conseils communaux et provinciaux avaient voté des motions contre ce décret et/ou déposé des recours devant la Cour d'Arbitrage: conseil provincial du Brabant flamand, Conseil régional bruxellois, conseils communaux de Schaerbeek, Bruxelles-Ville, Rebecq, Genappe, Rixensart.
En 1995, Herman Suykerbuyk s'était abstenu au Sénat lors du vote de la loi belge réprimant le négationnisme (en), tendant à réprimer la négation, la minimisation, la justification ou l'approbation du génocide commis pendant la Seconde Guerre mondiale par le régime national-socialiste allemand.